# Headfirst for Halos
«Headfirst for Halos» — третий сингл американской рок-группы My Chemical Romance из альбома I Brought You My Bullets, You Brought Me Your Love.

## Список композиций
Слова и музыка всех песен — My Chemical Romance.
| №  | Название              | Длительность |
| -- | --------------------- | ------------ |
| 1. | «Headfirst for Halos» | 3:28         |

| №  | Название                     | Длительность |
| -- | ---------------------------- | ------------ |
| 1. | «Headfirst for Halos»        | 3:32         |
| 2. | «Our Lady of Sorrows» (live) | 3:05         |

## Чарты
| Чарт (2004)      | Высшая позиция |
| ---------------- | -------------- |
| UK Singles Chart | 80             |

## История издания
| Регион         | Дата          | Лейбл          | Формат   | Каталог      |
| -------------- | ------------- | -------------- | -------- | ------------ |
| Великобритания | 2004          | 20:20          | CD       |              |
| Великобритания | 5 апреля 2004 | Eyeball, 20:20 | 7" vinyl | TWENTY7S004  |
| Великобритания | 5 апреля 2004 | Eyeball, 20:20 | CD       | TWENTYCDS004 |